# Jastrowie
Jastrowie (deutsch Jastrow) ist eine Stadt im Powiat Złotowski (Flatower Kreis) der polnischen Woiwodschaft Großpolen mit etwa 8400 Einwohnern.

## Geographische Lage
Die Stadt liegt in Großpolen am Nordrand der Krainaer Seenplatte zu beiden Seiten des Mühlenfließ, eines Nebenflusses der Küddow (poln. Gwda). Nach Osten erstrecken sich weite Waldgebiete und die Jastrower Berge.

## Geschichte

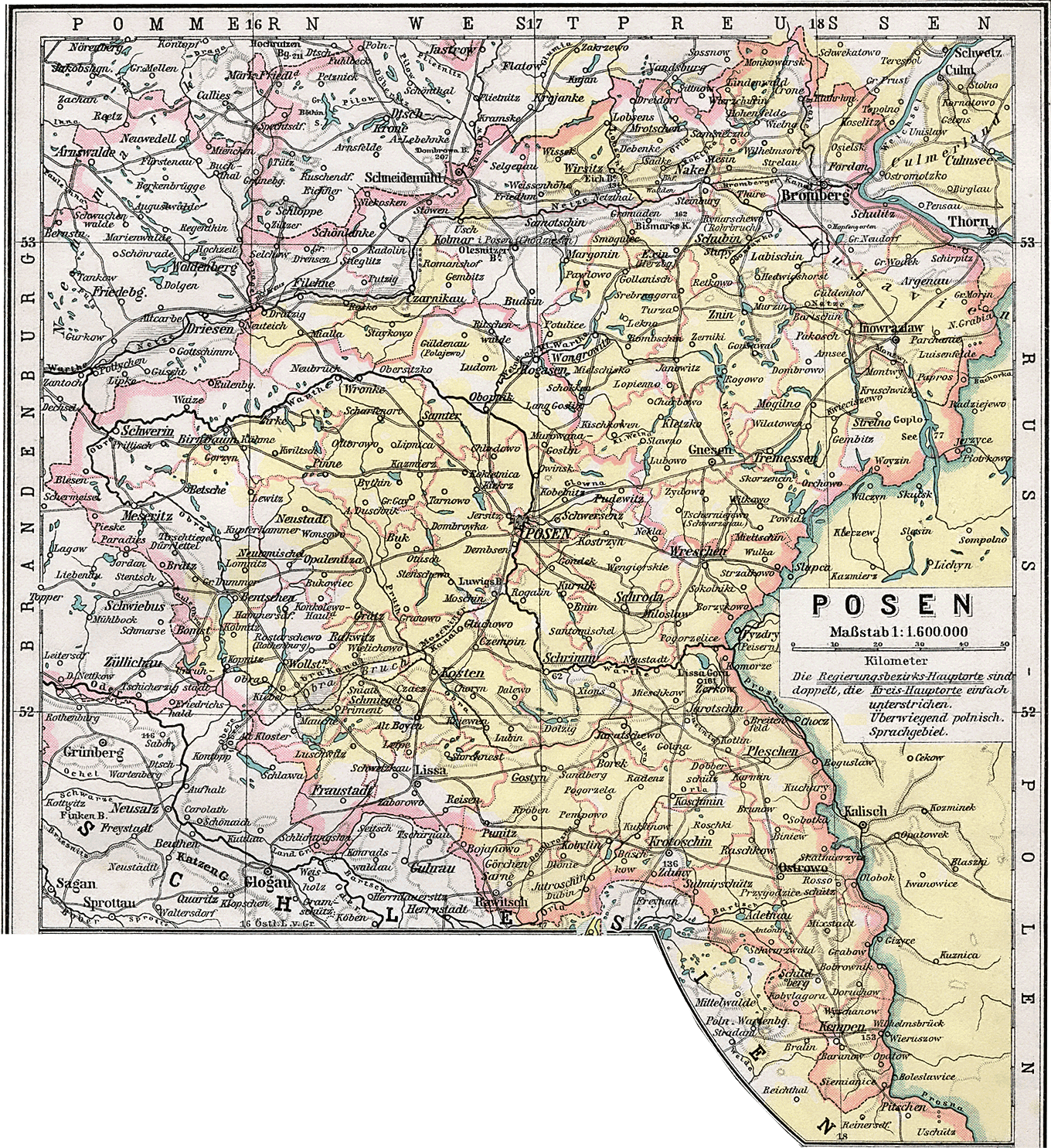
Jastrow nördlich der Stadt Schneidemühl auf einer Landkarte der Provinz Posen von 1905 (gelb markierte Flächen kennzeichnen Gebiete mit seinerzeit mehrheitlich polnischsprachiger Bevölkerung)

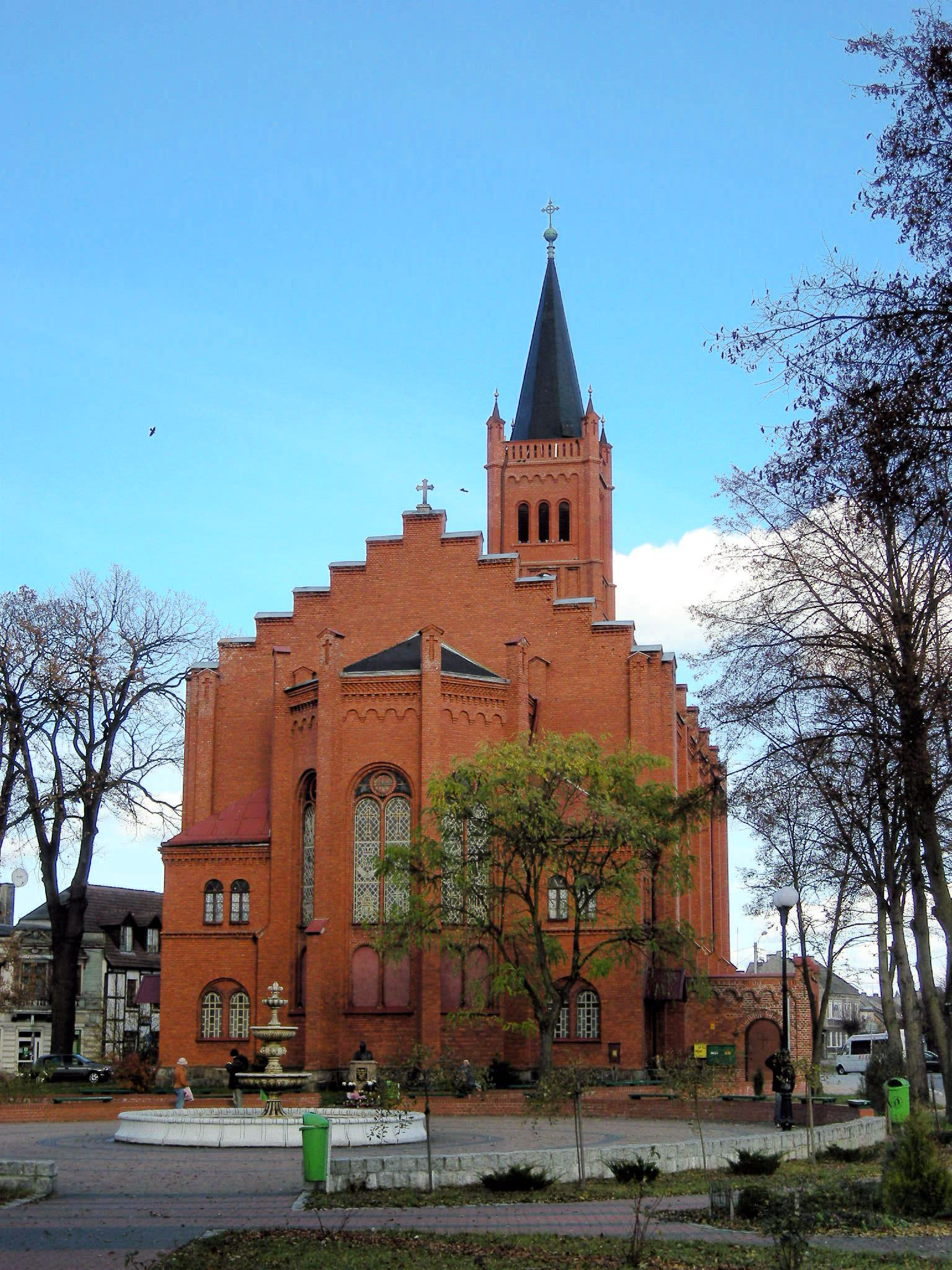
Ehemalige evangelische Kirche, bis 1945 Gotteshaus der evangelischen Gemeinde Jastrow (erbaut 1882)

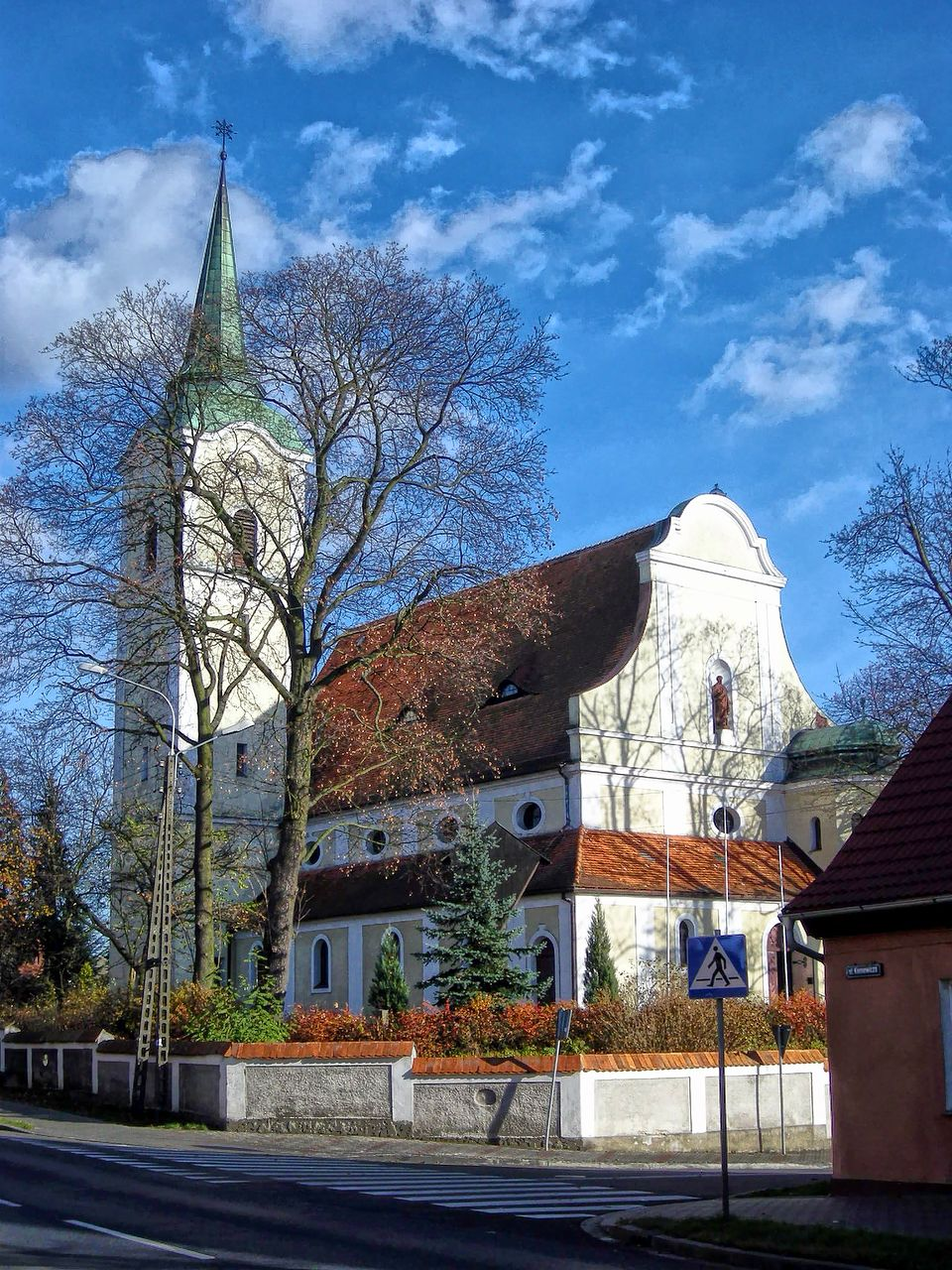
St.-Michaels-Kirche (erbaut 1913)

Das Jastrower Stadtwappen zeigt wohl eine Weintraube, doch gibt es nur vage Angaben über Weinanbau an den Südhängen der Jastrower Berge. Angeblich sind die Weinberge im Polnisch-Schwedischen Krieg 1660 zerstört worden. Der restliche Teil der Berge wurde von der städtischen Mineralrohstoffgrube abgebaut (vermutlich ab dem Jahr 1960).
In einer Urkunde von 1363 wurde erstmals ein königliches Dorf namens Jastrobe erwähnt. Es gehörte zum Tafelgut des polnischen Königs und unterstand der Starostei Usch. Der Starost Stanisław Górka wandelte das königliche Gut 1560 in ein Dorf nach deutschem Recht um. 1568 zwang der Herzog von Pommern-Stettin, Barnim IX., den Besitzer von Jastrow, ihm den Ort abzutreten. Daraufhin wurde in unmittelbarer Nachbarschaft von den Polen ein neues Dorf angelegt, und die nächsten Jahre waren von gegenseitigen Überfällen geprägt. Im Laufe der Zeit ging die polnische Siedlung jedoch wieder in Jastrow auf.
Der Protestantismus wurde 1587 durch Übertritt des katholischen Pfarrers eingeführt, 1600 wurde die alte Kirche abgerissen und durch einen Neubau ersetzt. Die Evangelischen konnten die ehemalige katholische Pfarrkirche jedoch nur bis 1619 behalten, weil in diesem Jahr der Prediger Martin Goltbach zum Katholizismus konvertierte, woraufhin die Kirche den Katholiken zurückgegeben wurde. Die Evangelischen hielten sich nun vorläufig an die Kirchen in den pommerschen Nachbardörfern Zamborst und Flederborn, bekamen aber später – nach 1773 – mit Unterstützung der preußischen Regierung eine eigene Kirche. Der Religionskrieg in Jastrow erreichte 1768 seinen Höhepunkt, als Soldaten des polnischen Adligen Roskowski den evangelischen Prediger Willich erschlugen.
1602 wurde Jastrow Stadt nach Magdeburger Recht, verliehen durch Peter Potulicki, Starost von Uść und Erbherr auf Flatow. Das Stadtprivilegium wurde im darauffolgenden Jahr von König Sigismund III. bestätigt. Erster Bürgermeister wurde der eingewanderte Schotte Andreas Barry.
Alle Kriege des 17. und 18. Jahrhunderts zogen Jastrow erheblich in Mitleidenschaft. Zusätzliche Zerstörungen wurden durch große Stadtbrände angerichtet. Durch Artikel V des Warschauer Vertrags von 1773 wurde Jastrow Preußen übereignet. Es wurde vom Netzedistrikt verwaltet, wo es zu den größten Städten gehörte. Das wirtschaftliche Leben wurde von den Tuchmachern und Schuhmachern dominiert. Nach der preußischen Verwaltungsreform von 1815 wurde Jastrow in den Kreis Deutsch Krone in der Provinz Westpreußen eingegliedert. Im Jahr 1849 wurde auch Jastrow von der seit 1848 im Kreisgebiet grassierenden Choleraepidemie erfasst. 1879 erfolgte der Anschluss an die Bahnlinie Schneidemühl–Neustettin, der 1908 die Bahnverbindung nach Tempelburg folgte.
Am Anfang des 20. Jahrhunderts hatte Jastrow eine evangelische Kirche, eine katholische Kirche, eine Synagoge, eine Präparandenanstalt, ein Amtsgericht, ein Elektrizitätswerk und verschiedene gewerbliche Fertigungsstätten und industrielle Produktionsbetriebe.
Nach dem Ersten Weltkrieg musste Deutschland aufgrund der Bestimmungen des Versailler Vertrags weite Teile Westpreußens zum Zweck der Einrichtung des Polnischen Korridors an die Zweite Polnische Republik abtreten, und dadurch kam Jastrow mit dem Kreis Deutsch-Krone zur neu gebildeten Provinz Grenzmark Posen-Westpreußen des Deutschen Reichs. Diese wurde jedoch 1938 wieder aufgelöst und der Provinz Pommern zugeschlagen.
Um 1930 hatte die Stadt Jastrow dreizehn Wohnplätze:
- Bahnhof Jastrow
- Forsthaus Büschken
- Forsthaus Küddowbrück
- Grünthal
- Gut Büschken
- Gut Ilsenhorst
- Jastrow
- Lindenwerder
- Margarethenhof
- Schönwalde
- Seemühle
- Tiefenort
- Örten

Im Zweiten Weltkrieg wurde Jastrow in die Wehranlage „Pommerstellung“ einbezogen. Als Anfang 1945 die sowjetische Front der Stadt nahe rückte, wurde die Bevölkerung in die vorpommersche Stadt Demmin evakuiert. Nach heftigen Kämpfen wurde Jastrow am 2. Februar 1945 von der Roten Armee besetzt. Nach Einstellung der Kampfhandlungen 1945 wurde die Stadt von der sowjetischen Besatzungsmacht zusammen mit ganz Hinterpommern und der südlichen Hälfte Ostpreußens – militärische Sperrgebiete ausgenommen – der Volksrepublik Polen zur Verwaltung überlassen. Für Jastrow wurde die Ortsbezeichnung Jastrowie eingeführt. Es wanderten nun Polen zu. In der darauf folgenden Zeit wurde die einheimische Bevölkerung von der polnischen Administration aus Jastrow vertrieben.

### Demographie
| Jahr | Einwohner | Anmerkungen |
| ---- | --------- | --- |
| 1783 | 2009      | davon 169 Juden und 99 Katholiken |
| 1802 | 2566      | [ 7 ] |
| 1804 | 2762      | davon 421 Juden (keine Katholiken) |
| 1810 | 2435      | [ 7 ] |
| 1816 | 2443      | davon 1838 Evangelische, 111 Katholiken und 494 Juden |
| 1821 | 2796      | [ 7 ] |
| 1831 | 2116      | meist Evangelische, etwa 1/6 Juden |
| 1839 | 3170      | davon 485 Juden und 240 Katholiken |
| 1854 | 3641      | [ 3 ] |
| 1875 | 4895      | [ 9 ] |
| 1880 | 5456      | [ 9 ] |
| 1890 | 5228      | darunter 417 Katholiken und 272 Juden |
| 1900 | 5418      | meist Evangelische |
| 1925 | 5538      | davon 4419 Evangelische, 867 Katholiken, 176 Juden, vier Einwohner ohne religiöses Bekenntnis und 72 Sonstige; nach anderen Angaben 5540 Einwohner, meist Evangelische (820 Katholiken, 150 Juden) |
| 1933 | 5904      | [ 9 ] |
| 1939 | 5895      | [ 9 ] |

seit Ende des Zweiten Weltkriegs
| Jahr | Anzahl |
| ---- | ------ |
| 2010 | 8485   |

## Gmina
Zur Stadt- und Landgemeinde Jastrowie gehören folgende Ortschaften:
| Polnischer Name    | Deutscher Name |
| ------------------ | -------------- |
| Brzeźnica          | Briesenitz     |
| Brzeźnica-Kolonia  |                |
| Budy               | Jagdhaus       |
| Budy-Folwark       |                |
| Drzewie            | Hohenholz      |
| Jastrowie          | Jastrow        |
| Nadarzyce          | Rederitz       |
| Piaski-Leśniczówka | Sandkrug       |
| Samborsko          | Zamborst       |
| Sypniewko          | Neu Zippnow    |
| Sypniewko-Folwark  |                |
| Sypniewo           | Zippnow        |
| Sypniewo-Kolonia   |                |
| Trzebieszki        | Schönthal      |
| Wądół              | Tiefenort      |

## Persönlichkeiten
- Carl Tietz (1831–1874), Architekt
- Maximilian Hartmann (1841–1926), Jurist, Ehrenbürger von Naumburg (Saale)
- August Schmekel (1857–1934), Altphilologe
- Abraham Hammerschmidt (1858–1934), Rechtsanwalt und Notar
- Felix Dueball (1880–1970), Go-Spieler
- Adolf Stelter (1882–1956), Jurist und Politiker
- Franz Schröter (1883–1933), Marineoffizier, Konteradmiral und Kommandeur der Küstenartillerieschule in Wilhelmshaven
- Kurt Haase-Jastrow (1885–1958), Maler
- Sally Epstein (1907–1935), jüdisches Opfer des Nationalsozialismus
- Barbara Zaehle (* 1909), Psychotherapeutin und Schriftstellerin
- Ben Wagin (1930–2021), Künstler, Bildhauer, Autor und Gründer der Künstlergruppe „die Baumpaten“.

## Verkehr
Durch den Ort führt die Fernstraße 22 von Gorzów Wielkopolski (Landberg an der Warthe) nach Elbląg (Elbing), auf der die nächste größere Stadt Wałcz (Deutsch Krone) zu erreichen ist. Außerdem gibt es eine Bahnverbindung zum südlich gelegenen Piła (Schneidemühl).